# Stefan Kretzschmar
Stefan Kretzschmar (* 17. Februar 1973 in Leipzig, DDR) ist ein ehemaliger deutscher Handballspieler. Er ist Sportvorstand des Handball-Bundesligisten Füchse Berlin und für Dyn als Handballexperte tätig.

## Sportliche Laufbahn

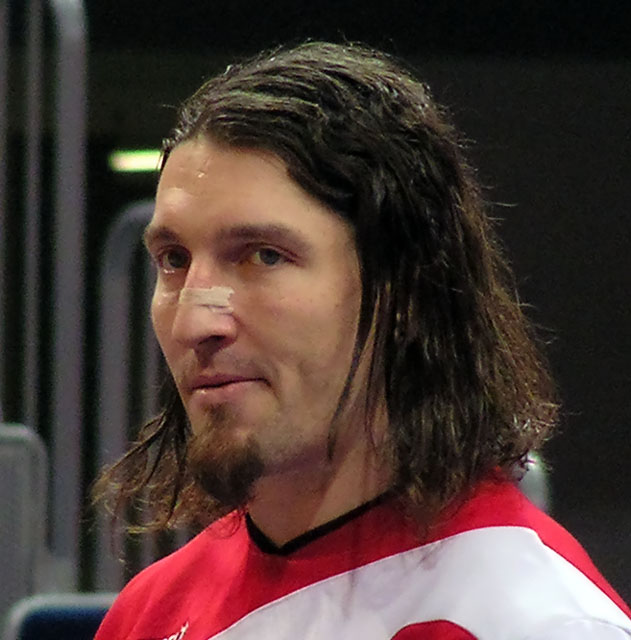
Stefan Kretzschmar (2007)

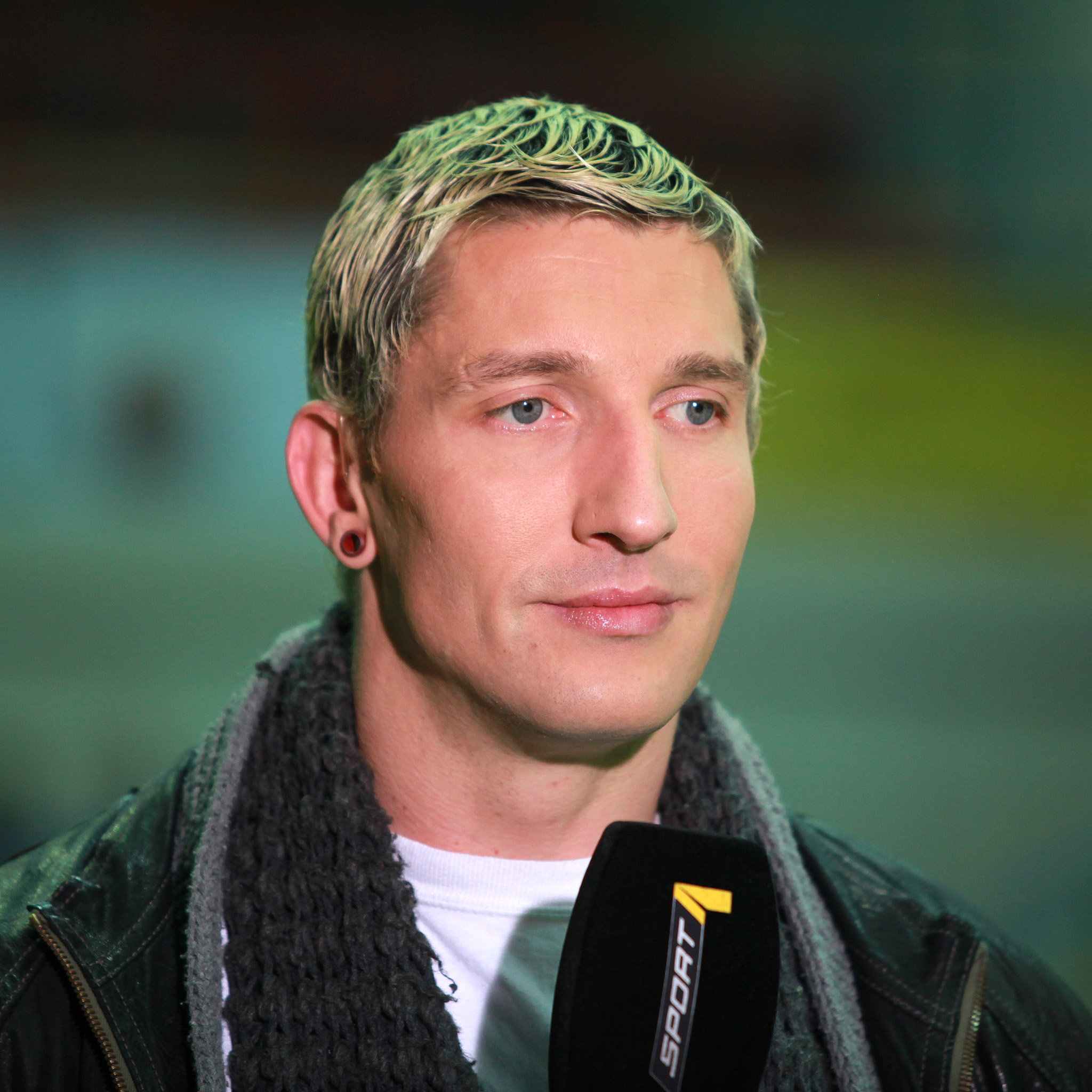
Stefan Kretzschmar (2010)

Im Alter von sechs Jahren begann Stefan Kretzschmar Handball zu spielen. Mit zwölf Jahren kam er ins Trainingszentrum von Berlin und wechselte später in die Kinder- und Jugendsportschule des SC Dynamo Berlin, in der sein Trainer Ulrich Fietkorn ihn auf die Linksaußenposition stellte. Zwei Jahre später gewann er mit dem SC Dynamo Berlin die Jugendmeisterschaft der DDR und wurde Spieler der Jugendauswahl des Deutschen Handball-Verbandes. 1989 wurde Kretzschmar Spieler der A-Jugend und später auch der Junioren-Auswahl des Deutschen Handballbundes (DHB).
In der Saison 1991/92 wurde er Stammspieler im Bundesligateam der SV Blau-Weiß Spandau, welche kurz zuvor mit dem SC Dynamo Berlin fusionierte. Mit 125 Toren war er der erfolgreichste Torschütze seines Vereins und sechstbester Werfer der Bundesliga Gruppe Nord. 1993 wechselte Kretzschmar zum VfL Gummersbach (Trainer Heiner Brand).
Am 8. Oktober 1993 gab er sein Debüt in der deutschen Nationalmannschaft gegen die Schweiz (25:21) unter Bundestrainer Arno Ehret. In der Saison 1993/94 war er mit 142 Toren erfolgreichster Werfer seines Vereins. Außerdem wurde er 1994 erstmals zum deutschen Handballer des Jahres gewählt. Im selben Jahr nahm er mit der Nationalmannschaft an der Europameisterschaft in Portugal teil (9. Platz) und wurde anschließend ins „All-Star-Team“ (Weltauswahl) gewählt.
Im Jahr 1995 wurde er zum zweiten Mal deutscher Handballer des Jahres und wiederum erfolgreichster Werfer seines Vereins (141 Tore). 1996 nahm er mit der Nationalmannschaft an den Olympischen Spielen in Atlanta teil und wurde im selben Jahr durch den neuen Bundestrainer Heiner Brand aufgrund von Unstimmigkeiten aus dem Nationalteam geworfen.
Am 1. Juli 1996 wechselte Kretzschmar zum SC Magdeburg und gewann mit diesem Verein 1996 den deutschen Supercup. Am 31. Oktober 1997 hatte er gegen Norwegen sein Comeback in der Nationalmannschaft unter Trainer Heiner Brand. 1998 nahm er mit der Nationalmannschaft an der Europameisterschaft in Italien teil (3. Platz). In Schweden gewann er ein Jahr später mit der Nationalmannschaft den Weltcup und wurde anschließend erneut ins „All-Star-Team“ gewählt. Außerdem gewann er mit dem SC Magdeburg in diesem Jahr zum ersten Mal den EHF-Cup und nahm an der Weltmeisterschaft in Ägypten teil (5. Platz). 1999 nahm er mit der Nationalmannschaft am Supercup in Berlin (5. Platz) und mit dem SC Magdeburg an der Club-Europameisterschaft in Magdeburg (2. Platz), bei der er zum besten Spieler des Turniers gewählt wurde, teil.
Bei der Wahl zum „Spieler des Jahres 2000“ belegte er hinter Daniel Stephan den zweiten Platz. Im Jahr 2000 nahm er mit der Nationalmannschaft an der Europameisterschaft in Kroatien teil (9. Platz) und war der einzige deutsche Spieler in der Europa-Auswahl-Mannschaft. Außerdem nahm er im selben Jahr mit der Nationalmannschaft an den Olympischen Spielen in Sydney (5. Platz) und ein Jahr später an der Weltmeisterschaft in Frankreich (8. Platz) teil. Im Jahr 2001 wurde Kretzschmar mit dem SC Magdeburg Gewinner des EHF-Cups und Deutscher Meister der Saison 2000/01. Außerdem gewann er in diesem Jahr den deutschen Supercup und die Vereins-EM mit dem SC Magdeburg und mit der Nationalmannschaft den Supercup in Riesa. 2002 nahm er an der Europameisterschaft in Schweden (2. Platz) teil und belegte mit dem SC Magdeburg den 2. Platz des DHB-Pokals.
Am 27. April 2002 gewann er mit dem SC Magdeburg als erste deutsche Mannschaft die EHF Champions League und 6 Monate später die Club-Europameisterschaft. Im November 2002 nahm er mit der Nationalmannschaft am Worldcup in Schweden (3. Platz) teil und 2003 an der Weltmeisterschaft in Portugal (2. Platz), wo er sich im Halbfinale gegen Frankreich den kleinen Finger brach und für einen Monat ausfiel. Im November 2003 nahm er mit der Nationalmannschaft am Supercup in Leipzig/Riesa teil und wurde zum Spieler des Jahres in Sachsen-Anhalt gewählt. Aufgrund einer Operation musste Kretzschmar seine Teilnahme an der Europameisterschaft 2004 in Slowenien absagen, bei der Deutschland Europameister wurde. Bei den Olympischen Spielen 2004 in Athen wollte er dann die Goldmedaille als Ersatz für die entgangene EM-Goldmedaille gewinnen. Die Mannschaft präsentierte sich kämpferisch und spielerisch hervorragend und erreichte das Finale. Dort unterlagen sie Kroatien und Kretzschmar gewann die Silbermedaille.
Daraufhin trat er neben einigen anderen Spitzenspielern von der Nationalmannschaft zurück, für die er 218 Länderspiele absolvierte und 821 Tore erzielte. Die Süddeutsche Zeitung schrieb damals vom Ende der Goldenen Generation.
Am 29. April 2007 holte er mit dem SCM zum dritten Mal den EHF-Pokal. Mit Ablauf der Saison 2006/2007 beendete er seine aktive Laufbahn. In 421 Bundesligaspielen konnte er 1694 Treffer erzielen. Nach seinem Karriereende am 30. Juni 2007 wurde er am 1. Juli 2007 Sportdirektor beim SC Magdeburg. Am 31. August 2009 beendete Kretzschmar seine Tätigkeit beim SCM.
Von 2009 bis 2019 war Stefan Kretzschmar ehrenamtlich im Aufsichtsrat der SC DHfK Leipzig Handball Verwaltung GmbH tätig. Im Mai 2013 war er außerdem an der Seite von Michael Biegler als Trainer beim SC DHfK Leipzig tätig.
Am 1. September 2019 wurde bekanntgegeben, dass Kretzschmar ab Anfang 2020 als Sportvorstand (Vorstand Sport) bei den Füchsen Berlin beschäftigt sein wird.
Kretzschmar wurde 2023 in die Hall of Fame der europäischen Handballföderation aufgenommen.

## Medien

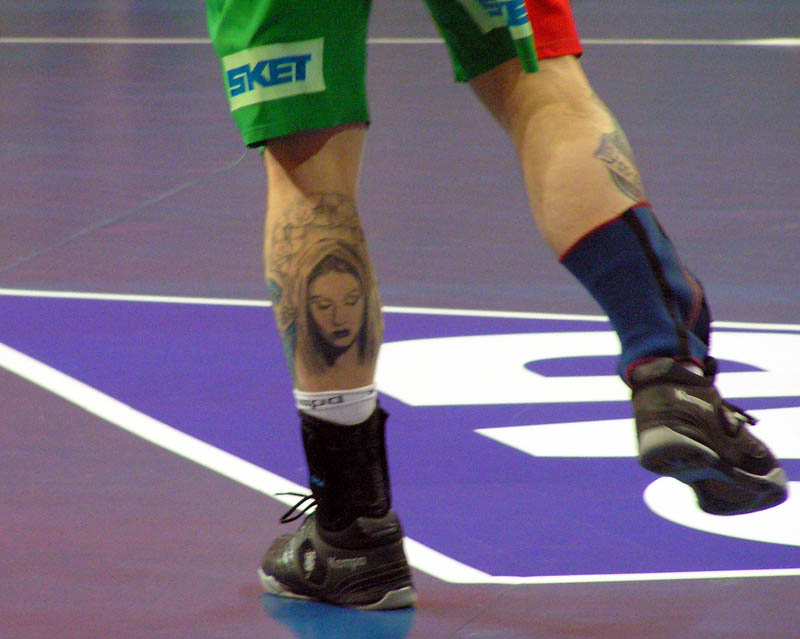
Die tätowierten Beine von Stefan Kretzschmar

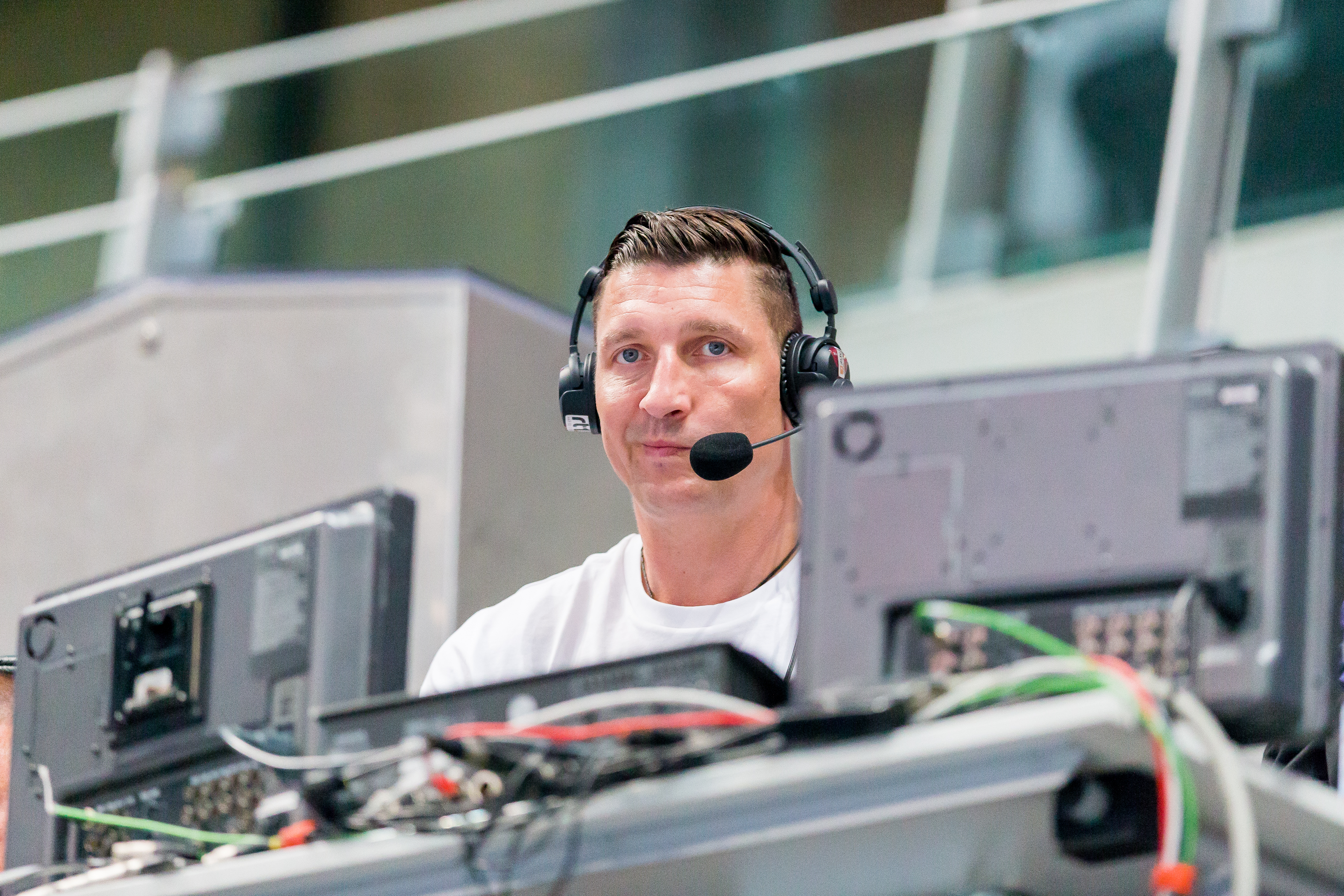
Stefan Kretzschmar als Kommentator bei der EM 2016

Von September 2009 bis Juni 2017 arbeitete er als Handballexperte für Sport1. Anschließend wechselte er in derselben Funktion zu Sky Deutschland, das die Rechte für die Ausstrahlung der Bundesligaspiele erworben hatte. Dort war er außerdem sonntags von 17.00 Uhr bis 18.00 Uhr Gastgeber von Kretzschmar – der Handball Talk, das im Anschluss an das „Topspiel“ aus der dortigen Halle gesendet wird.
Während der Handball-EM 2006 analysierte er erstmals zusammen mit Johannes Krause die Spiele der deutschen Nationalmannschaft für die ARD. Auch bei der WM 2007, der EM 2008, der EM 2016 und der WM 2011 war er als Co-Kommentator von Florian Naß tätig.

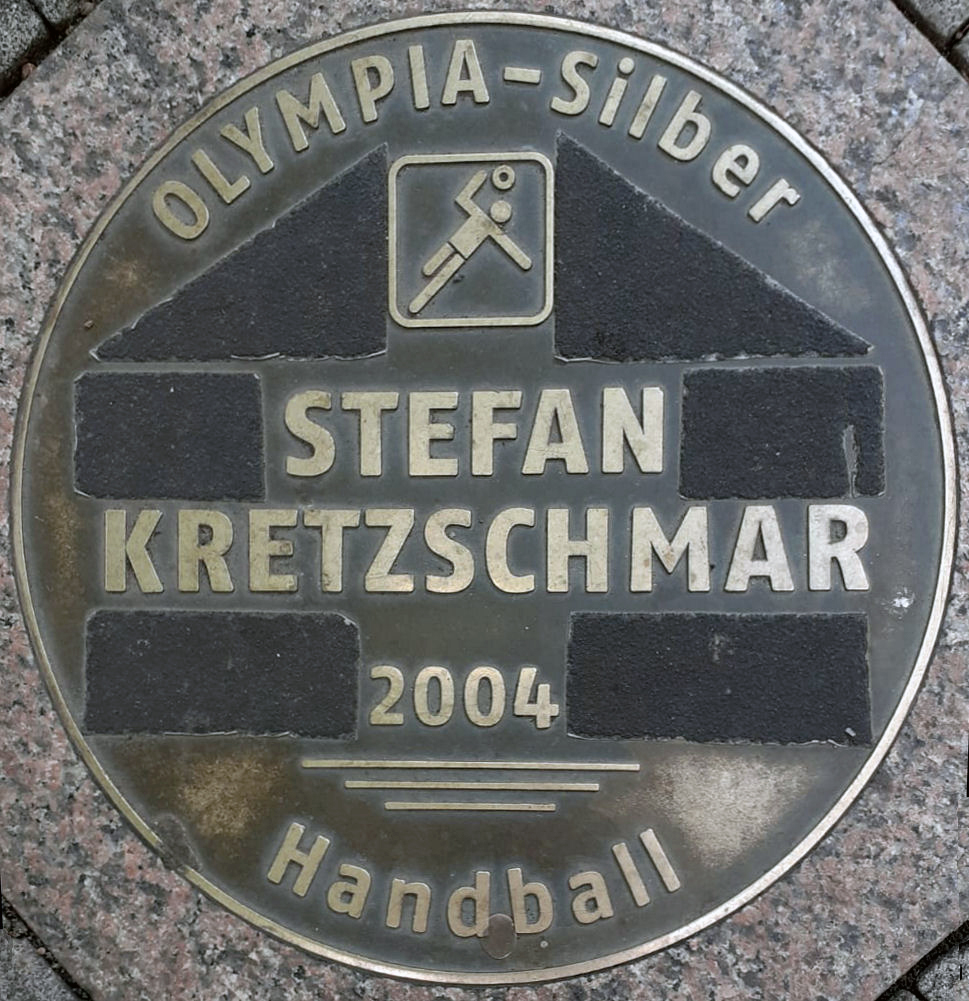
Sports Walk of Fame in Magdeburg

Im Oktober 2008 ist Kretzschmars Biographie unter dem Titel Anders als erwartet erschienen.
Auf MTV Central moderierte er von September 1999 bis Dezember 2001 die Sendung MTV Sushi, eine Sendung, die sich um alternative Musik drehte. Von Januar 2005 bis Mai 2005 moderierte er täglich von 5 bis 10 Uhr gemeinsam mit Tommi Schminke die Sendung Radio Brocken am Morgen auf Radio Brocken. Von Februar 2005 bis Juli 2008 war Kretzschmar im Werbespot als nervöser Rechtsanwaltsklient für die Advocard Rechtsschutzversicherung zu sehen. Von April bis Juni 2005 war er neben vielen anderen Leistungssportlern in dem 40-Jahre-Jubiläums-TV-Spot von Nutella zu sehen. Im Januar 2007 hatte sich Kretzschmar für PETA unter dem Motto „Ink – not Mink!“ („Tinte – nicht Nerz“) für eine Anti-Pelz-Kampagne fotografieren lassen. Unbekleidet, aber mit zahlreichen Tätowierungen versehen, protestierte er damit gegen die Verwendung von Pelzen. Auf dem Cover des PC-Spiels Heimspiel – Handballmanager 2008 ist er ebenfalls zu sehen.
Am 1. Mai 2008 und am 20. April 2010 nahm er an der Die große ProSieben PokerStars.de-Nacht teil, bei der er jeweils den zweiten Platz belegte. Am 27. März 2009 trat Kretzschmar als Prominenter in der TV-Sendung Schlag den Star auf, wobei er knapp gegen den Kandidaten verlor. In der am 1. Dezember 2011 erschienenen deutschen Kino-Filmkomödie Kein Sex ist auch keine Lösung war Stefan Kretzschmar in der Rolle von Elisas Bruder Leon zu sehen. Am 24. März 2012 moderierte er zusammen mit Johanna Klum Elton vs. Simon – die Liveshow. In der am 7. Februar 2013 erschienenen Kino-Filmkomödie Kokowääh 2 ist Kretzschmar als er selbst zu sehen. Im März 2016 trat er in der zweiten Folge als Kandidat der Spielshow Teamwork – Spiel mit deinem Star bei ProSieben auf und gewann diese für seine Mitspielerin. Im Februar 2017 trat er erneut in der Spielshow Schlag den Star gegen den Sänger Tim Bendzko an und gewann diese nach 14 absolvierten Spielen.
Am 9. Januar 2019 äußerte er sich in einem Interview mit t-online.de zum Thema Meinungsfreiheit bei Profisportlern. Er argumentierte, dass es in Deutschland „keine Meinungsfreiheit im eigentlichen Sinne“ gäbe, da man für geäußerte Meinungen abseits der Mainstream-Meinung sofort mit Repressalien zu rechnen habe. Diese Aussagen lösten sowohl in den Medien als auch in den Sozialen Netzwerken eine Debatte aus. Frühere Profisportler wie Stefan Effenberg, Fabian Hambüchen und Michael Stich widersprachen den Aussagen Kretzschmars. Zuspruch bekam Kretzschmar von dem Präsidenten des deutschen olympischen Sportbunds Alfons Hörmann. Dieser konnte seine Aussage nachvollziehen.
Seit August 2023 ist Kretzschmar als Handball-Experte bei Dyn tätig.

## Familie
Sein Vater, Peter Kretzschmar, war 66-maliger DDR-Nationalspieler (Feldhandball) und Handballtrainer der Frauen-Handballnationalmannschaft der DDR. Seine Mutter, Waltraud Kretzschmar, wurde von Peter Kretzschmar trainiert, sie war 217-malige DDR-Nationalspielerin und wurde 1971, 1975 und 1978 Weltmeisterin sowie 1976 Olympiazweite mit der DDR-Auswahl.
1998 heiratete Stefan Kretzschmar die Kubanerin Maria Linares. Ihre gemeinsame Tochter Lucie-Marie (* 2000) spielt ebenfalls Handball, gehörte dem Kader der deutschen Jugend-Nationalmannschaft an und wurde 2021 mit der Nationalmannschaft im Beachhandball Europameisterin. 2000 trennte er sich und ließ sich 2003 scheiden. In den Jahren 2000 bis 2004 war er mit der Schwimmerin Franziska van Almsick liiert. Danach war er bis Mitte Sommer 2005 mit einer Österreicherin zusammen. Ab 2007 lebte er wieder mit seiner früheren Ehefrau zusammen. Am 11. April 2008 kam ihr gemeinsamer Sohn zur Welt. Im Juni 2009 heiratete das Paar erneut, danach folgte eine erneute Trennung.